# Slaveanți, Burgas
Slaveanți (în bulgară Славянци) este un sat în comuna Sungurlare, regiunea Burgas,  Bulgaria. 

## Demografie
Componența etnică a satului Slaveanți
     Turci (7,25%)
     Bulgari (71,54%)
     Romi (2,46%)
     Nicio identificare (18,74%)
La recensământul din 2011, populația satului Slaveanți era de 731 locuitori. Din punct de vedere etnic, majoritatea locuitorilor (71,54%) erau bulgari, existând și minorități de turci (7,25%) și romi (2,46%). Pentru 18,74% din locuitori nu este cunoscută apartenența etnică.